# Microsaprinus pastoralis
Microsaprinus pastoralis är en skalbaggsart som först beskrevs av Jacquelin-duval 1852.  Microsaprinus pastoralis ingår i släktet Microsaprinus och familjen stumpbaggar. Inga underarter finns listade i Catalogue of Life.